# 普洛皮-斯勒維泰什蒂鄉
43°58′N 24°41′E / 43.967°N 24.683°E
普洛皮-斯勒維泰什蒂鄉（羅馬尼亞語：Comuna Plopii-Slăvitești, Teleorman），是羅馬尼亞的鄉份，位於該國南部，由特列奧爾曼縣負責管轄，面積49平方公里，2007年人口2,717，人口密度每平方公里55人，超過九成居民信奉東正教。